# Жамбай Южный
Жамбай Южный морской — крупная нефтегазоносная структура Казахстана, расположена в шельфовой мелководной зоне северо-западной части казахстанского сектора Каспийского моря, в 130 км к востоку от г. Атырау. Пока она может лишь условно быть причислена к составу ключевых структур Северного Каспия, поскольку выделена в основном региональными сейсмическими профилями 1990—1996 гг. и данными геофизических полей.

## Характеристика
Жамбай Южный выражен в структуре подсолевых карбонатов палеозоя в виде крупного, контрастного по амплитуде массива, сложная морфология которого, как и его принадлежность к полосе развития биогермных построек, протягивающейся от района Тенгиз-Кашагана в направлении Астраханского свода, позволяет рассчитывать на развитие крупных биогерм в его контуре.
Участок расположен в мелководной и переходной замерзающей зонах Каспия. В 2002—2006 гг. силами ТОО «Жамбай» на участках проведена детальная сейсморазведка 2D, по результатам которой выявлены три перспективные структуры — Едил, Косарна и Карабулак. Общая площадь блоков составляет более 2 тыс. кв. км.
Размеры массива Жамбай Южный морской по стратоизогипсе — 4400 м составляют 80,0*(15*25) км, амплитуда — 500 м, площадь — 910 км².

## Участники проекта
Оператором проекта Жамбай Южный является ТОО «Жамбай», совместная компания АО НК «КазМунайГаз» и НК «Лукойл». В настоящее время участниками ТОО «Жамбай» являются АО МНК «КазМунайТениз» — 50 %, Репсоль Эксплорасион Казахстан — 25 %, Каспиан Инвестментс (СП «Лукойл Оверсиз» и Mittal Investments) — 25 %.
Проектная добыча нефти должно составить 20-40 млн тонн в год, а газа 20-50 млрд м³.

## Запасы Жамбай Южного
Общие геологические запасы нефти оценивается 6,5 млрд. тонн. Извлекаемые запасы нефти оцениваются 1-1,5 млрд. тонн.